# Moïse Lévy de Benzion

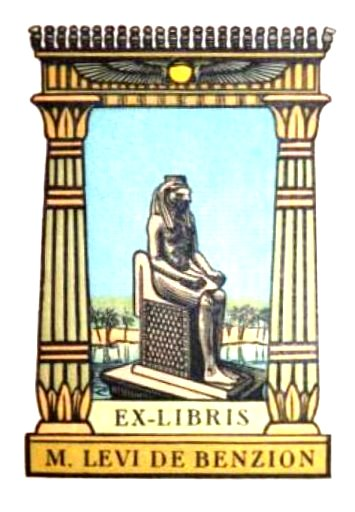
Un exlibris de Moïse Lévy de Benzion, c. 1924.

Moïse Lévy de Benzion  (Alejandría, 1873-La Roche-Canillac, Corrèze, 26 de septiembre de 1943) fue un hombre de negocios y coleccionista perteneciente a la comunidad judía de Egipto, y propietario de unos grandes almacenes en El Cairo. Había reunido una importante colección de arte y antigüedades, de la cual la parte ubicada en Francia, con casi mil piezas, fue saqueada por los nazis durante la Segunda Guerra Mundial.

## Egipto
Levy de Benzion era un judío sefardí nacido en Alejandría, Egipto, en 1873. Heredó el negocio familiar establecido en 1857, que amplió fundando los Grands magasins Benzion y comprando otros edificios en El Cairo. Al mismo tiempo, se convirtió en un apasionado coleccionista y sus adquisiciones incluyeron arte chino y oriental, textiles, alfombras, libros y una gran colección de antigüedades egipcias. Sus objetos egipcios incluyen fragmentos de la tumba perdida de Nebamun y uno de los retratos de vidrio más antiguos conocidos, que se cree que es el de Amenofis II.

## Francia

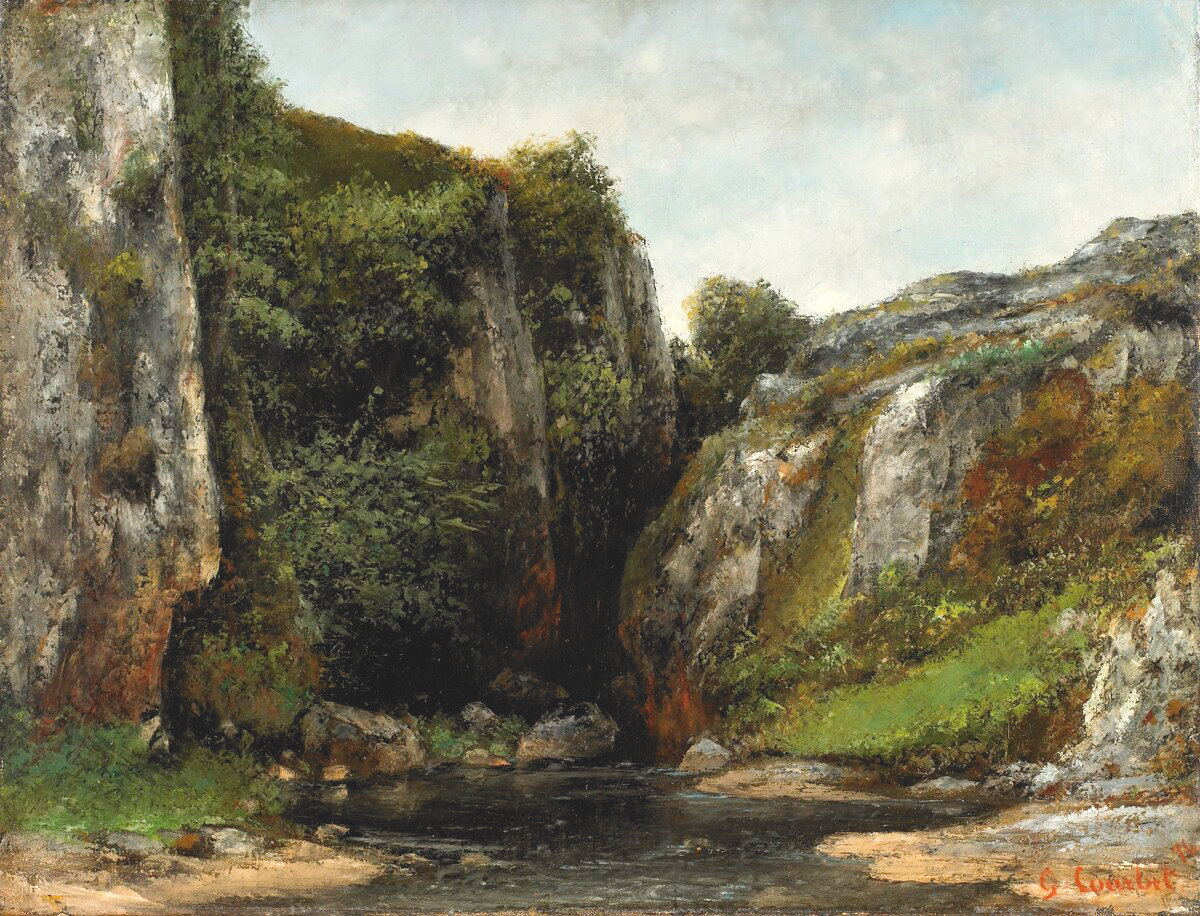
Entrée d'un gave de Gustave Courbet es una de las pinturas de Moisés Benzion que los nazis se apoderaron.

Durante la Segunda Guerra Mundial, las colecciones de Lévy de Benzion en París y el Château de la Folie en Draveil fueron saqueadas en gran parte por unidades del Einsatzstab Reichsleiter Rosenberg (ERR), la unidad nazi que, tras las tropas del invasor alemán, se encargó de identificar y confiscar obras de arte de los países ocupados. Los registros de la ERR indican que se incautaron 989 artículos solo de la colección Lévy de Benzion.
Entrée d'un Gave (1876) de Gustave Courbet es un ejemplo típico de cómo las pinturas saqueadas fueron recicladas en el mercado del arte. Lévy de Benzion había adquirido este cuadro en 1919; la ERR lo confiscó en 1940 y lo trasladó al castillo de Neuschwanstein. En 1941, fue comprada por Walter Hofer para la colección de Hermann Göring. Göring, sin embargo, no estaba interesado en la pintura de este período, prefiriendo la de los Viejos Maestros. Esta obra fue una de las varias pinturas modernas que más tarde fueron intercambiadas por obras más antiguas seleccionadas de la galería de Theodor Fischer en Lucerna. Fischer vendió el cuadro a Willi Raeber de Basilea, quien a su vez lo vendió a la Galería Rosengart de Lucerna, que a su vez lo vendió a Arthur Stoll. Después de la guerra, la pintura es reclamada por Paule-Juliette Levi de Benzion en El Cairo y le es devuelta en 1948. Después de cambiar de manos varias veces más, fue finalmente vendida al Museo de Arte de Birmingham en Alabama en 1999.
Otras obras incautadas y posteriormente devueltas incluyen cuadros de Eugène Boudin, Camille Corot, Charles Cottet, Charles-François Daubigny, Claude Monet, Alfred Sisley y Vincent van Gogh.

## Muerte
Lévy de Benzion logró escapar de los nazis y se refugió en Corrèze, en La Roche-Canillac, donde murió el 26 de septiembre de 1943. Su colección se vendió en una subasta en la Villa Benzion, 6 rue El Amir Omar, en Zamalek, El Cairo, en marzo de 1947, en una venta de más de 900 lotes. 14 La Villa Benzion estaba situada en una zona de Zamalek donde vivían varios otros propietarios de grandes almacenes, pero como muchas otras grandes residencias privadas de esta zona, fue destruida.